# シオラパルクヘリポート
シオラパルクヘリポート(IATA: SRK, ICAO: BGSI)は、北グリーンランドのカースートスップ基礎自治体の
シオラパルクにあるヘリポートである。 シオラパルクヘリポートは熟考の上でhelistopとされており、政府の契約の一部としてグリーンランド航空の者が勤めている。シオラパルクヘリポートは一般人が乗れる定期便があるグリーンランド最北の飛行場である。

## 航空路線と行き先
| 航空会社                    | 就航地         |
| --------------------------- | -------------- |
| グリーンランド航空 (定期便) | カーナーク空港 |

グリーンランド航空がカーナーク地区の村への政府契約の航空便を運航している。これらの貨物専用便のほとんどは時刻表通りに運航されないという特徴があるが、それらは事前予約が可能である。予約中、これらの航空便のおおよその本来の出発時刻が明記されることによって、その日の当地の空路の需要に応じて最適な決済業務が行われている。